# Erna Künast
Erna Künast (* 15. Februar 1912 in Schnauhübel, Böhmen; † 12. August 1972 in Huddinge bei Stockholm, Schweden) war eine deutsche Dichterin.

## Leben
Erna Künast wurde 1912 in Schnauhübel bei Schönlinde im nördlichsten Böhmen als Tochter einer Arbeiterfamilie geboren. Aufgewachsen als Dorfkind mit Volksschulhintergrund arbeitete sie für ihren Lebensunterhalt in einer Strumpffabrik, der Vater, selbst Textilarbeiter, war im Ersten Weltkrieg gefallen. Als Textilarbeiterin schloss sie sich der sozialistischen Arbeiterbewegung an und emigrierte in den 1930er Jahren von Deutschland über Dänemark nach Schweden.
Erste Verse druckte der tschechoslowakische Journalist und Schriftsteller Josef Hofbauer. Schon in der Familie hatte es Sinn für Poesie gegeben. Der Vater und die Mutter waren selbst dichterisch tätig gewesen. Es folgte als Auszeichnung ein Förderpreis der Sudetendeutschen Landsmannschaft. Ende der 1950er Jahre wurde der Verlag Die Brücke mit Sitz in München auf die Lyrikerin aufmerksam und veröffentlichte in einer Dekade mehrere Bücher von Künast, darunter 1959 den Gedichtband Nordischer Dreiklang, neben den Schriftsteller-Kollegen Martin Grill und Karl Kern, sowie 1967 den Lyrikband Stille Stunde.
Erna Künast verstarb im August 1972 im Alter von 60 Jahren in ihrer Wahlheimat Schweden.

## Schriften (Auswahl)

### Einzelbände
- Nordischer Dreiklang: Gedichte, (Lyrik), Verlag Die Brücke, München, 1959
- Stille Stunde: Gedichte, (Lyrik), Verlag Die Brücke, München, 1967
- Böhmische Reise: besinnliche und beschauliche Verse am Wegrand geschrieben, (Lyrik), Verlag Die Brücke, München, 1969